# Budišov nad Budišovkou (stacja kolejowa)
Budišov nad Budišovkou – stacja kolejowa w Budišov nad Budišovkou pod adresem Československé armády 375, w kraju morawsko-śląskim, w Czechach. Znajduje się na wysokości 515 m n.p.m.
Jest zarządzana przez Správę železnic i obsługiwana regularnymi pociągami ČD oraz ČD Cargo. Na stacji nie ma możliwości zakupu biletu, a obsługa podróżnych odbywa się w pociągu.

## Linie kolejowe
- 276 Suchdol nad Odrou - Budišov nad Budišovkou